# Karel I van Guise
Karel I van Guise (Joinville, 2 augustus 1571 - Cuna, 30 september 1640) was van 1588 tot aan zijn dood hertog van Guise en prins van Joinville en van 1633 tot aan zijn dood graaf van Eu. Hij behoorde tot het huis Guise.

## Levensloop
Karel I was de oudste zoon van hertog Hendrik I van Guise uit diens huwelijk met Catharina van Nevers, gravin van Eu. Zijn vader was tijdens de Hugenotenoorlogen de aanvoerder van de Heilige Liga. Koning Hendrik III van Frankrijk zag Hendrik I als een bedreiging voor zijn regering en liet hem op 23 december 1588 ombrengen in het kasteel van Blois. Karel I volgde zijn vader toen op als hertog van Guise en prins van Joinville, maar werd net als de rest van zijn familie gevangengezet. 
Ook werden hem de titels van gouverneur van Champagne en Brie ontnomen, die hij in augustus 1588 had gekregen.
Na drie jaar gevangenschap ontsnapte hij uit het kasteel van Tours, waar hij sinds de dood van zijn vader zat opgesloten, en koos de zijde van hertog Karel van Mayenne. Hij begaf zich vervolgens naar Parijs en werd daar erkend als leider van de Heilige Liga. Uiteindelijk sloot Karel op 22 oktober 1594 een verdrag met koning Hendrik IV van Frankrijk, die hem benoemde tot gouverneur van de Provence en admiraal van de zeeën in de Levant. In ruil daarvoor moest hij wel de functie van grootmeester van Frankrijk afstaan, die hij in 1588 van zijn vader had geërfd. 
Na de moord op koning Hendrik IV in 1610 werd diens minderjarige zoon Lodewijk XIII de nieuwe Franse koning, onder het regentschap van zijn moeder Maria de' Medici en Concino Concini. Tijdens hun regering was Karel I een trouwe bondgenoot van het koninkrijk en in 1616-1617 stond hij aan het hoofd van de troepen die optraden tegen de vorsten die in opstand waren gekomen tegen Concini. Nadat Lodewijk XIII de macht greep en Concini in april 1617 werd vermoord, was Karel minder loyaal aan de koning en werd hij een pleitbezorger van een meer gematigde monarchie. Niettemin nam hij in 1621 deel aan de oorlogen tegen de hugenoten in Saint-Jean-d'Angély en Montauban, commandeerde hij in 1622 een koninklijk leger in de Provence en voerde hij in 1627-1628 de Franse vloot aan tijdens het Beleg van La Rochelle.
Karel I was een tegenstander van de maritieme politiek van Lodewijk XIII en Kardinaal de Richelieu wat hem uiteindelijk zijn titel van admiraal van de zeeën in de Levant deed opgeven. Uiteindelijk begon hij zelfs complotten te voeren tegen Richelieu. Na een van die complotten, de Journée des Dupes, viel hij eind 1630 in ongenade. Vervolgens vroeg hij de toelating om op pelgrimage naar de Basiliek van het Heilige Huis in Loreto te gaan, om vervolgens niet meer terug te keren naar Frankrijk. In 1633, na de dood van zijn moeder, werd hij nog graaf van Eu.
Na afloop van de bedevaart vestigden Karel I, zijn echtgenote en hun kinderen zich in Florence, waar ze onder bescherming stonden van de groothertog van Toscane. Tijdens de lange jaren in ballingschap stierven zijn zonen Frans en Karel Lodewijk. Karel zelf stierf in 1640 in Cuna, nabij Siena. Zijn weduwe en overgebleven kinderen kregen na de overlijdens van Richelieu in 1642 en Lodewijk XIII in 1643 toestemming om terug te keren naar Frankrijk.

## Huwelijk en nakomelingen
Op 6 januari 1611 huwde hij met hertogin Henriëtte Catharina van Joyeuse (1585-1656), weduwe van hertog Hendrik van Montpensier. Ze kregen elf kinderen:
- Frans (1612-1639), prins van Joinville
- een tweeling (1613)
- Hendrik II (1614-1664), aartsbisschop van Reims, hertog van Guise, graaf van Eu en prins van Joinville
- Maria (1615-1688), hertogin van Guise en prinses van Joinville
- Karel Lodewijk (1618-1637), hertog van Joyeuse
- Françoise Renée (1621-1682), abdis van Montmartre
- Lodewijk (1622-1654), hertog van Joyeuse
- Roger (1624-1653), commendatair abt van de abdij van Eu
- Françoise (1627-1682), abdis van het Sint-Pietersklooster in Reims
- een dochter